# 张西鼎
张西鼎（1913年—1977年），曾用名张醒华，男，陕西扶风人，中华人民共和国军事人物，中国人民解放军少将，曾任甘肃省军区副政治委员兼政治部主任。